# Asdrúbal Fontes Bayardo
Asdrúbal Esteban Fontes Bayardo, urugvajski dirkač Formule 1, * 26. december 1922, Pan de Azucar, Urugvaj, † 9. julij 2006, Montevideo, Urugvaj.
Azdrúbal Fontes Bayardo je pokojni urugvajski dirkač Formule 1. V svoji karieri je nastopil le na dirki v sezoni 1959 za Veliko nagrado Francije, kjer se mu z dirkalnikom Maserati 250F moštva Scuderia Centro Sud ni uspelo kvalificirati na dirko. Umrl je leta 2006.

## Popolni rezultati Formule 1
(legenda) (odebeljene dirke pomenijo najboljši štartni položaj, poševne pa najhitrejši krog, †-uvrščen kljub odstopu)
| Leto | Moštvo              | Šasija        | Motor               | 1   | 2   | 3   | 4       | 5  | 6   | 7   | 8   | Prv | Toč |   |
| ---- | ------------------- | ------------- | ------------------- | --- | --- | --- | ------- | -- | --- | --- | --- | --- | --- | - |
| 1959 | Scuderia Centro Sud | Maserati 250F | Maserati Straight-6 | MON | 500 | NIZ | FRA DNQ | VB | NEM | POR | ITA | ZDA | -   | 0 |